# 中华人民共和国未识别民族
中国未识别民族在中华人民共和国的人口統計裡是指所有因人数太少或者是被認為已被汉族或其他族群同化而还未被正式确认的民族或族群，也可能是民族辨析尚不明晰而未獲中国政府所承认的少数民族，有的則是在其他國家享有少數民族地位而在中國沒獲得承認，或者是已被中国政府所承认的少数民族，而在民族劃份上出現爭議。大多數未獲承认的少数民族都沒有自己的文字。第五次人口普查中未识别民族人口有734438人（2000年）。这一群体人口占中国少数民族人口的0.697%，数量大于此次普查所统计的畲族人口，少于傣族。

## 未识别民族分布
中国未识别民族主要分布于西南地区，其未识别民族人口数达到722,011人，占98.3%。其中贵州省最多，达到710,486人，占96.7%；其次为云南省，有7,404人，第三是西藏自治区，有3,817人。另外，湖南、浙江、广东、广西和江苏未识别民族均超过1千人以上，除宁夏回族自治区及现役军人外，其余省份均有未识别民族。

## 未识别民族的產生
依照馬克思民族理論，中國現在的民族划分和民族识别认定的理论依据是「民族是指人们在历史上形成的一种具有共同语言、共同地域、共同经济生活以及在共同文化上的共同心理素质的稳定的共同体。」 然而因為資料不足、數據不足、劃分民族的標準未統一，造成民族劃分仍有許多錯誤，還有再加上現在中國的民族理論吸收了西方觀念，希望能以「血緣」能重新劃分民族，因此造成了許多未识别民族。
| 地区             | 总人口     | 未识别民族人口 | 占地区未识别民族人口比例（%） |
| ---------------- | ---------- | -------------- | ----------------------------- |
| 全国             | 1332810869 | 640101         | 0.04803%                      |
| 北京市           | 19612368   | 196            | 0.00100%                      |
| 天津市           | 12938693   | 83             | 0.00064%                      |
| 河北省           | 71854210   | 123            | 0.00017%                      |
| 山西省           | 35712101   | 75             | 0.00021%                      |
| 内蒙古自治區     | 24706291   | 62             | 0.00025%                      |
| 辽宁省           | 43746323   | 61             | 0.00014%                      |
| 吉林省           | 27452815   | 24             | 0.00009%                      |
| 黑龙江省         | 38313991   | 67             | 0.00017%                      |
| 上海市           | 23019196   | 583            | 0.00253%                      |
| 江苏省           | 78660941   | 2222           | 0.00282%                      |
| 浙江省           | 54426891   | 9521           | 0.01749%                      |
| 安徽省           | 59500468   | 174            | 0.00029%                      |
| 福建省           | 36894217   | 2812           | 0.00762%                      |
| 江西省           | 44567797   | 650            | 0.00146%                      |
| 山东省           | 95792719   | 125            | 0.00013%                      |
| 河南省           | 94029939   | 99             | 0.00011%                      |
| 湖北省           | 57237727   | 751            | 0.00131%                      |
| 湖南省           | 65700762   | 487            | 0.00074%                      |
| 广东省           | 104320459  | 2197           | 0.00211%                      |
| 广西壯族自治區   | 46023761   | 205            | 0.00045%                      |
| 海南省           | 8671485    | 90             | 0.00104%                      |
| 重庆市           | 28846170   | 209            | 0.00072%                      |
| 四川省           | 80417528   | 368            | 0.00046%                      |
| 贵州省           | 34748556   | 612780         | 1.76347%                      |
| 云南省           | 45966766   | 3415           | 0.00743%                      |
| 西藏自治區       | 3002165    | 2317           | 0.07718%                      |
| 陕西省           | 37327379   | 48             | 0.00013%                      |
| 甘肃省           | 25575263   | 196            | 0.00077%                      |
| 青海省           | 5626723    | 20             | 0.00036%                      |
| 宁夏回族自治區   | 6301350    | 40             | 0.00063%                      |
| 新疆維吾爾自治區 | 21815815   | 101            | 0.00046%                      |

## 官方定位
被归纳为未识别民族的中国国民，其居民身份证上民族栏目会填上人群（未识别民族）的名称。
- 中国政府认定的民族名称，本人有不同意见，经做思想工作仍坚持填写自称的，可在民族名称后加注。如“纳西族（摩梭）”、“苗族（革家）”。
- 省、自治区、直辖市已认定为少数民族，但尚未明确是单一少数民族或为某一少数民族成员的，可填写“XX人”，如“僜人”。
- 已定汉族（如穿青人）而本人有意见的，二代身份证可以注明：“穿青”、“穿青人”。 [1][2]
- 对于加入中国籍的外国人，如本人的民族名称与中国已认定的某一民族名称相同就填写某一民族，如“朝鲜族”；如没有相同民族的，本人是什么民族就填写什么民族，但应在民族后加注“入籍”二字，如“乌克兰（入籍）”。

## 未识别民族列表
| 漢語名稱                     | 拉丁文字               | 官方分類                                                                         | 人口                                                                       | 语言归属                                                             | 分布 | 现状 |
| ---------------------------- | ---------------------- | -------------------------------------------------------------------------------- | -------------------------------------------------------------------------- | -------------------------------------------------------------------- | --- | --- |
| 贵州北部仡央语族群           | Klau                   | 约50万人恢复为仡佬族，但更多的被归为了土家族或汉族、苗族等其他民族               | 约150万－170万人（撇除恢复为仡佬族的部分以及无法估算的汉族中土蛮后裔成分） | 壮侗语系仡央語支土蛮语等（已灭绝）                                   | 贵州省北部以及毗邻的重庆市部分地区 | 历史上该地区族群繁多，但由于明朝时期贵州北部两大土司思州、播州相继被改土归流，逐渐汉化。至中华人民共和国展开民族识别时，该地区除苗族外仅有印江一县有少量土家语人口遗存，于是1980、90年代贵州北部大量汉化族群开始积极争取并被识别为了土家族。然而之后通过历史记载，语言遗存，民俗文化研究发现，绝大部分黔北土家族以及毗邻的一小部分渝东南土家族、苗族人口应为仡佬族系，而非土家族、苗族。                                                   |
| 臨高人、吉兆人（大陆临高人） | Be                     | 归为汉族                                                                         | 约90万人                                                                   | 壮侗语系臨高話、吉兆话                                               | 海南省临高县、海口市、澄迈县、儋州市；广东省湛江市、茂名市 | 民族识别时一部分临高人代表认同汉族，另一部分了解之后愿意加入比较接近的壮族，但大部分临高群众对于远在广西的壮族不曾了解也缺乏认同，最终官方识别为漢族。但臨高話為壯侗語系中较为接近壮傣语的一支，民族问题含糊。 |
| 穿青人                       | Chuanqing              | 未识别民族或归为汉族                                                             | 约70万人                                                                   | 汉语                                                                 | 贵州省毕节市、安顺市、六盘水市、黔西南布依族苗族自治州、黔南布依族苗族自治州                                                                                                 | 贵州西部最大的汉化族群，其语言早已改用西南官话，但民俗民风上确与当地汉族有诸多不同，且历史上长期被视为贵州境内主要蛮夷族群之一，有着强烈的不同于汉族的民族认同，因此虽然官方已将其归为汉族，但大量族人拒绝承认且最终获得地方政府承认为独立的少数民族身份，构成了现时中华人民共和国未识别民族户籍人口的绝大部分。 |
| 瓦乡人                       | Waxiang                | 主要归为苗族或汉族，少数归为土家族                                               | 约50万人                                                                   | 类汉语言，瓦乡语                                                     | 主要分布于湖南省西部怀化市、湘西土家族苗族自治州、邵阳市、常德市的广大山区，少数村落零散分布于重庆市酉阳土家族苗族自治县、秀山土家族苗族自治县以及湖北省恩施土家族苗族自治州 | 瓦乡人风俗上间于当地苗族与汉族之间，但其语言为一支十分古老的类汉语言。或认为，瓦乡人为该地区原著民族，因苗族与汉族为最早到达此地区的外来民族，因此与两者均有长时间的互相影响。 |
| 布努人                       | Bunao                  | 归为瑤族                                                                         | 约50万人                                                                   | 苗瑶语系苗语支布努語                                                 | 廣西壯族自治區西部和西北部的山區 | 自稱「布努」或「包瑙」等（意思是「人」），目前民族劃分中的瑤族的第二大支系，但其语言屬於苗瑤語系苗語支，不屬於瑤語支。 |
| 格鲁人                       | Rgyalrong              | 归为藏族                                                                         | 约25万人                                                                   | 汉藏语系藏缅语族羌语群嘉绒语支各语言                                 | 四川省阿坝州马尔康市、理县、汶川县、金川县、小金县、壤塘县；雅安市宝兴县；甘孜州丹巴县、道孚县、色达县等                                                                     | 藏族称其为嘉绒人，原本被识别为单一民族，后因信奉藏传佛教被归入藏族。 |
| 标人                         | Peu                    | 归为漢族                                                                         | 约20万人                                                                   | 壮侗语系侗水语支标话                                                 | 广东省肇庆市怀集县西南部以及邻近的肇庆市封开县部分地区 | 官方把标人归为漢族，但是标話為壯侗語系侗水语族的一支，民族问题含糊。 |
| 木佬人                       | Qau                    | 归為仫佬族                                                                       | 约4万—20万人                                                               | 壮侗语系仡央語支木佬語（已灭绝）                                     | 貴州省黔东南苗族侗族自治州麻江县、凯里市、黄平县；黔南布依族苗族自治州都勻市、甕安县、福泉县等地                                                                             | 实际上为仡佬族支系或姊妹族群，僅因他稱接近便被劃入仫佬族。 |
| 本人                         | Ben                    | 歸為漢族、布朗族、白族或蒙古族                                                   | 约10—20万人                                                                | 掺杂了蒙古语系词汇以及当地的少数民族语言词汇的汉语                   | 雲南省保山市、大理白族自治州、临沧市 | 与当地民族通婚的契丹後裔，自稱“埃乌”。 |
| 里民人                       | Limin                  | 归为黎族                                                                         | 约15万人                                                                   | 汉语                                                                 | 贵州省西部 | 貴州里民人被識別成黎族，但實際上和海南黎族並無實際關係。他們其實是穿青人的一部分。 |
| 云南南部佤-德昂南亚语小族群  | Blang                  | 除佤族、德昂族外，大部分合并为布朗族，卡别人、布崩人归为哈尼族，曼仗人归为傣族等 | 约13万人                                                                   | 南亚语系佤德昂语支各语言，八甲人说傣仂语，卡别人、布崩人说哈尼语等   | 云南省南部 | 云南南部的佤-德昂南亚语小族群，其中除了佤族、德昂族以外的大部分族群被合并为了布朗族，但曼仗人等一些小族群虽然保留了自己的语言，因为生产生活受到傣族强烈影响而早早地被划为了傣族。而勐阿八甲人和卡别人、布崩人等一些虽然已经放弃本民族语言改说当地强势民族语言，但民族认同比较强的族群归属问题则一度被搁置。最终勐阿八甲人等也加入了布朗族，卡别人、布崩人等则被划为了哈尼族。                                                              |
| 云南西部缅语小族群           | Kachin                 | 除阿昌族外归为景頗族                                                             | 约11万人                                                                   | 汉藏语系藏缅语族缅彝语群缅语支北部缅语各语言                         | 云南省西部 | 除阿昌族外，其他都与说景颇语支景颇语的景颇人一起被归为景颇族。甚至其中的载瓦人人数上还比真正的景颇人多，但这些族群使用的都是缅语支语言。在緬甸这些族群虽然也与真正的景颇族一起被统称为克钦族，但缅甸实行两级民族系统，在克钦族之下又把他们与真正的景颇族区分开来。 |
| 仡隆人                       | Gelong                 | 归为漢族                                                                         | 约10万人                                                                   | 壮侗语系黎语支村语                                                   | 海南省东方市八所镇、三家镇、四更镇以及周边地区，昌江县境内亦有分布 | 仡隆话是一种兼含汉语与黎语成分的特殊语言，其風俗也与众不同。 |
| 木雅人                       | Munyak                 | 归为藏族                                                                         | 约2万－10万人                                                              | 汉藏语系藏缅语族羌语群羌语支木雅语                                   | 四川省甘孜藏族自治州道孚县、丹巴县、康定市、九龙县、泸定县，雅安市石棉县 | 由于藏族人称呼木雅人与西夏人的名称一样，所以有些学者怀疑讲木雅語的人可能是西夏人的后代。 |
| 禀嘎人                       | Binga                  | 归为土家族                                                                       | 约8万人                                                                    | 汉语                                                                 | 主要分布于湖南省湘西土家族苗族自治州凤凰县及其周边县市 | 因其分布区域靠近土家族分布区以及其自称与土家族的“毕基卡”具有相似性而于1990年代划入土家族的汉化族群，实际族源模糊，根据其神话历史传说被一部分学者认为是古代巴人族群仅存的直系后裔。 |
| 龍家人                       | Longjia                | 归为白族、汉族、布依族等                                                         | 约8万人                                                                    | 类汉语言，龙家语（已灭绝）                                           | 贵州省毕节市、六盘水市、黔西南布依族苗族自治州，广西壮族自治区百色市 | 与蔡家人、卢人关系密切。也有将瓦乡人以及白族也联系在一起作为汉族关系最近的兄弟族群。 |
| 红瑶                         | Pathen                 | 归为瑤族                                                                         | 约8万人                                                                    | 苗瑶语系苗语支巴哼語、唔奈语、优诺语等                               | 广西壮族自治区、湖南省交界山区 | 与布努人一样，虽然被归为瑶族，但所说的语言更接近苗语。在越南被归为独立民族巴天族。 |
| 草苗                         | Caomiao                | 大部分归为苗族，一部分归为侗族                                                   | 约8万人                                                                    | 壮侗语系侗水语支侗语                                                 | 貴州省、湖南省、广西壮族自治区交界的弄基拉维山(三省坡)及其附近的山地地区 | 为南迁至南部侗语地区的北部侗语人群，因其生产生活的独立性，逐渐产生了不同于周边侗族、苗族的民族认同。 |
| 𱎼家人                       | Gejia                  | 未识别民族                                                                       | 约5万人                                                                    | 苗瑶语系苗语支苗语川黔滇方言重安江次方言                             | 主要分布于贵州省黔东南苗族侗族自治州凯里市、黄平县，散居于贵州省南部各县市                                                                                                   | 为分布在苗语中部方言区的西部方言使用者，因苗语三大方言不能互通，所以不认为自己与周围苗族属同一民族。由于其独立民族认同强烈，不愿意被划入任何一个族群，与穿青人一样户籍上仍为未识别民族。 |
| 東家人                       | Dongjia                | 归为畬族                                                                         | 约5万人                                                                    | 苗瑶语系苗语支苗语川黔滇方言惠水次方言                               | 贵州省黔南布依族苗族自治州都匀市、福泉市；黔东南苗族侗族自治州凯里市、麻江县                                                                                                 | 为分布在苗语中部方言区的西部方言使用者，因苗语三大方言不能互通，所以不认为自己与周围苗族属同一民族。 |
| 黑水藏族（尔玛人）           | Rma                    | 归为藏族                                                                         | 约5万人                                                                    | 汉藏语系藏缅语族羌语群羌语支羌语                                     | 四川省阿坝州、甘孜州 | 信奉藏传佛教的尔玛人被划归了藏族而不是羌族。 |
| 四川普米人                   | Phrinmi                | 归为藏族                                                                         | 约5万人                                                                    | 汉藏语系藏缅语族羌语群羌语支普米语                                   | 四川省凉山彝族自治州木里藏族自治县、盐源县，甘孜藏族自治州九龙县 | 四川的普米人因为信奉藏传佛教被划归了藏族而不是普米族，虽然当时普米人对当地藏族康巴人并无同族认同。他们是木里藏族自治县的主体民族。 |
| 苦聪人                       |                        | 拉祜族                                                                           | 4万多人                                                                    | 汉藏语系藏缅语族缅彝语群彝语支拉祜语                                 | 云南省南部 | 苦聪人长期处在与世隔绝的山林之中过着采集渔猎的原始社会生活，因此一直被当地的其他族群包括其他的拉祜族歧视从而产生了独立的民族认同，如今苦聪人已快速摆脱了原始社会生活，与其他拉祜人的隔阂也在逐渐减弱消失。 |
| 蔡家人                       | Caijia                 | 归为白族或汉族                                                                   | 约4万人                                                                    | 类汉语言，蔡家语                                                     | 散布于贵州省安顺市、六盘水市、毕节市；云南省昭通市 | 贵州省的三个类汉族群中唯一还有母语者存世的族群。 |
| 三撬人                       | Sanqiao                | 归为侗族或苗族                                                                   | 3万多人                                                                    | 侗-苗混合语三撬話                                                    | 貴州省黔东南苗族侗族自治州，湖南省怀化市、邵阳市 | 在湖南被称为花苗/花衣苗，苗侗混合族群。 |
| 卢人                         | Luren                  | 大部分归为滿族，部份归为未识别民族                                               | 约3万人                                                                    | 类汉语言，卢人语（已灭绝）                                           | 贵州省毕节市大方县、黔西县、金沙县交界地带 | 龙家语、蔡家语和卢人语较为接近。 |
| 茶洞人                       | Chadong                | 一部份归为漢族，一部份归为壮族                                                   | 约3万人                                                                    | 壮侗语系侗水语支茶洞话                                               | 广西壮族自治区临桂区茶洞乡、两江镇，永福县龙江乡 | 其语言上比较接近毛南语，基因上比较接近仫佬族，历史记载为从毛南族聚集地迁徙而来的族群，現在民族问题含糊。 |
| 艾努人                       | Aynu                   | 維吾爾族                                                                         | 约3万人                                                                    | 突厥语系葛逻禄语支高度维吾尔化的波斯语或波斯成分过高的维吾尔语艾努語 | 新疆维吾尔自治区和田地区、喀什地区 | 信仰伊斯兰教什叶派。其来源众说风云，有认为是维吾尔化的波斯后裔等。 |
| 摩梭人                       |                        | 納西族，四川归为蒙古族                                                           | 约3万人                                                                    | 汉藏语系藏缅语族羌语群纳语支納西语                                   | 云南省丽江市、四川省凉山彝族自治州 | 摩梭人生活方式与普通的纳西人有着较大区别，因此长期遭受其他纳西人歧视从而有了独立的民族意识。在四川因爲民間説法歸爲了蒙古族。实行走婚制度，在文化大革命年代曾经被“强迫”一夫一妻。 |
| 尔苏人                       | Ersu                   | 归为藏族                                                                         | 约3万人                                                                    | 汉藏语系藏缅语族羌语群尔苏语支各语言                                 | 四川省凉山彝族自治州甘洛县、越西县、冕宁县 | 有自己的语言和全世界仅存的两种象形文字之一——尔苏沙巴文（另一种为纳西东巴文）。羌系民族中唯一不信奉藏传佛教或苯教却仍被归为藏族的族群。 |
| 昌都羌人                     | Dragyab、Lamo、Zlarong | 归为藏族                                                                         | 约2万人                                                                    | 汉藏语系藏缅语族羌语群昌都语支诸语言                                 | 西藏自治区昌都市左贡县、察雅县、芒康县、察隅县 | 除语言外几乎完全藏化的几个羌系部族。 |
| 扎巴人、却域人               | Drapa、Choyo           | 归为藏族                                                                         | 约2万人                                                                    | 汉藏语系藏缅语族羌语群羌语支扎巴语、却域語                           | 四川省甘孜藏族自治州雅江县、道孚县、新龙县、理塘县 | 因为信奉藏传佛教而被归为藏族的两个亲缘关系较近的羌语民族。其中，扎巴人有走婚制。 |
| 白馬人                       | Baima                  | 归为藏族                                                                         | 约1.7万人                                                                  | 汉藏语系藏缅语族藏-喜马拉雅语群藏语支带有羌语群特征的白馬语          | 四川省绵阳市平武县白马河流域的木座、白马等乡村，和阿坝九寨沟县下塘地区的屋角、马家等乡村松潘县小河地区，甘肃省文县的白马峪河                                                 | 有民族學家認為白馬人的祖先為氐人，在汉代被称为白馬氐。白马人虽然被认为信奉藏传佛教和道教，但并无僧人寺庙或道观道士，只在有需要时会请周边的藏族僧人、汉族道士做法事。 |
| 阿侬人、独龙人               | Anong、Drung           | 归为怒族                                                                         | 约1.5万人                                                                  | 汉藏语系藏缅语族侬语支阿侬语、独龙语                                 | 云南省怒江傈僳族自治州，西藏自治区昌都市 | 生活方式脱离了刀耕火种的原始社会形态的独龙人和阿侬人一起被归为了怒族支系，然而其他的怒族支系均为彝语支民族。在缅甸这两个相近的族群一起合称为日旺族。 |
| 图瓦人                       | Tuvan                  | 归为蒙古族                                                                       | 约1.5万人                                                                  | 突厥语族西伯利亚语支图瓦语                                           | 新疆维吾尔自治区伊犁哈萨克自治州阿勒泰地区喀纳斯湖附近 | 蒙化突厥语民族。在俄罗斯有自己的图瓦共和国。 |
| 莫人、锦人                   | Ai-Mak、Ai-Cham        | 归为布依族                                                                       | 约1.5万人                                                                  | 壮侗语系侗水语支莫语、锦语                                           | 貴州省黔南布依族苗族自治州荔波县 | 生产生活布依化的两个相近的侗水部族。 |
| 绕家人                       | Raojia                 | 麻江归为瑤族，都匀归为布依族                                                     | 约1.4万人                                                                  | 苗瑶语系苗语支苗语黔东方言                                           | 貴州省黔南布依族苗族自治州都匀市、麻江县 | 为分布在苗语西部方言区的中部方言使用者，因苗语三大方言不能互通，所以不认为自己与周围苗族属同一民族。 |
| 土生葡人                     | Macanese/Maquista      | 歸為葡萄牙後裔居民（《澳門基本法》第42條）                                       | 约1.3万人                                                                  | 通用粵語、葡萄牙語，混合语言土生葡语                                 | 澳门特别行政区 | 是一個由多種族群混合而成的群體，難以分類。土生葡人在澳门特区通常为葡萄牙人或其人於東南亞各地的後裔与澳門當地的汉人结婚后生下来的人群。現時大多數人只在澳門及東南亞生活。澳门特区政府把土生葡人法律确定为澳门少数族群，享有法律认证的政治权利；中华人民共和国政府把土生葡人定为未识别民族。他们曾经使用一种以葡语和粤语为主要来源的混合语言土生葡語，现基本已转用澳門粵語和标准葡语。                                                       |
| 回辉人                       | Utsul                  | 归为回族                                                                         | 约1.2万人                                                                  | 南岛语系马来-波利尼西亚语族占语支回辉语                              | 海南省三亚市凤凰镇回新社区、回辉社区 | 为占婆国灭亡后迁徙到海南岛的占族穆斯林，在长期与汉族、黎族共同生活中，其语言也成为了唯一有声调的南岛语言。 |
| 拉珈人                       | Lakkya                 | 归为瑶族                                                                         | 约1万人                                                                    | 壮侗语系侗水语支拉珈语                                               | 广西壮族自治区来宾市金秀瑶族自治县 | 拉珈人认同瑶族，然而拉珈人所说拉珈语与瑶语毫无亲缘关系。 |
| 诶人                         | E                      | 壮族                                                                             | 约9千人                                                                    | 壮侗语系壮傣语支汉、侗水特色浓厚的壮语诶话                           | 广西壮族自治区柳州市融水苗族自治县 | 诶人据考证为壮父侗水母的族群，且长期与汉族官兵交流从而其语言逐渐兼有三者特征，也有学者认为其语言仍然能够算成一门稍微独特的壮语方言。现已归为壮族。 |
| 𦰡溪瑶人                     | Nyu                    | 归为瑶族                                                                         | 约8千人                                                                    | 壮侗语系侗水语支侗语                                                 | 湖南省邵阳市洞口县、绥宁县 | 因为长期与当地瑶族毗邻而居而逐渐趋同被归为了瑶族，实则是600年前从贵州湖南交界地带迁徙而来的侗族。 |
| 顾羌人                       | Guqiong                | 归为藏族                                                                         | 约8千人                                                                    | 汉藏语系藏缅语族羌语群贵琼语支贵琼语                                 | 四川省甘孜州康定县的舍联、时济、前溪、麦崩、三合等乡，泸定县的长征、烹坝、泸桥乡以及雅安地区宝兴县硗碛乡的部分村寨                                                           | 顾羌人自我认同为羌族，不认同藏族，且尽量保留了自身的羌人语言、服饰、文化不被周围藏族同化，然而因为信奉藏传佛教仍被划归了藏族。 |
| 勒墨人                       |                        | 白族                                                                             | 约7千人                                                                    | 汉藏语系汉白语族白语支白语                                           | 云南省怒江傈僳族自治州 | 勒墨人約在四五百年前由瀾滄江遷徙到怒江地區，虽然他们讲的勒墨話是一种白语方言，但他們沒有像洱海地區的白族擁有「姓」，與洱海地區的白族方言之间也有些差距，所以長期以來對民族劃分為白族表示不滿。 |
| 納木依人                     | Namuy                  | 归为藏族                                                                         | 约6千人                                                                    | 汉藏语系藏缅语族羌语群纳语支納木依语                                 | 四川省西南部 | 一般与当地其他羌系族群一起被泛称为“西番”，分布在冕宁、西昌、盐源一带的自称为“纳木依”，分布在木里、九龙一带的自称为“纳木兹”。纳木依人并不信奉藏传佛教，但部分信奉苯教，因此也被归入了藏族。 |
| 毕苏人（老缅人）             | Bisu                   | 主要归为拉祜族；勐海县自称老品人的2百多人归为傣族                                | 约6千人                                                                    | 汉藏语系藏缅语族缅彝语群彝语支毕苏语                                 | 云南省普洱市澜沧拉祜族自治县、西盟佤族自治县、孟连傣族拉祜族佤族自治县，西双版纳傣族自治州勐海县勐遮镇曼品村                                                                 | 毕苏人作为一个跨境族群，分布在中国、泰国、缅甸、老挝四国的边界区域。其语言与哈尼语相对接近。在泰国被视为独立的部族。中国境内主要以澜沧拉祜族自治县竹塘乡的老缅大寨和勐海县勐遮镇的老品寨为主要聚居地。老品人能讲流利的傣语，住汉式平房，信仰獨特的原始宗教，有庙宇、无神像，每年全寨要举行一次祭山神活动。 |
| 古格人                       |                        | 归为回族、藏族                                                                   | 约5千人                                                                    | 汉藏语系藏缅语族藏-喜马拉雅语群藏语支各语言                          | 青海省化隆回族自治县；云南省迪庆藏族自治州的香格里拉县、德钦县、维西县；西藏自治區拉薩市                                                                                     | 藏族穆斯林。 |
| 土库曼人                     | Turkmens               | 归为维吾尔族或柯尔克孜族                                                         | 约5千人                                                                    | 突厥语系乌古斯语支土库曼语                                           | 新疆维吾尔自治区克孜勒蘇柯尔克孜自治州阿克陶县境内帕米尔高原中的奥依塔克和叶尔羌河上游的帕米尔高原斯牙山区的库斯拉甫                                                         | 自称土库曼，青海、甘肃的土库曼后裔被识别为单一民族撒拉族，但新疆的这部分本土土库曼移民被归为柯尔克孜族或维吾尔族。 |
| 夏尔巴人                     | Sherpa                 | 未识别民族                                                                       | 约1—5千人                                                                  | 汉藏语系藏缅语族藏-喜马拉雅语群藏语支卫藏方言                        | 西藏自治区 | 虽然夏尔巴人说藏语，也信奉藏传佛教，但在藏地传统上被歧视不被视作藏人且产生了独立的民族认同，因此民族识别工作被搁置，通常以登山向导为生。 |
| 大和人                       | Japanese/Yamato        | 归为漢族                                                                         | 约4千人                                                                    | 日琉语系诸语言                                                       | 主要分布于東北三省和內蒙古 | 多為遗华日侨。1945年时，以婦女和兒童人數最多。大部分融入東北當地的漢人家庭內。 |
| 西家人                       | Xijia                  | 苗族                                                                             | 约4千人                                                                    | 苗瑶语系苗语支苗语川黔滇方言重安江次方言                             | 贵州省黔东南苗族侗族自治州凯里市、黄平县 | 为分布在黔东南苗语中部方言区的西部方言使用者，与𱎼家人关系很近。因苗语三大方言不能互通，所以起初不认为自己与周围苗族属同一民族，但经过宣传引导，与同方言的西部苗族实际交流等当地政府的不断努力下，遂接受苗族身份。 |
| 俫人（巴琉人）               | Bolyu                  | 未识别民族                                                                       | 约3千人                                                                    | 南亚语系布赓语支巴琉语                                               | 广西壮族自治区、云南省、贵州省交界地带 | 中国特有的两个南亚语民族之一。 |
| 布赓人                       | Pakan                  | 归为彝族                                                                         | 约3千人                                                                    | 南亚语系布赓语支布赓语                                               | 云南省文山壮族苗族自治州广南县、西畴县 | 中国特有的两个南亚语民族之一。因与当地一支彝族一起被他称为花倮（彝族被称为倮倮），而被划为了彝族。 |
| 克木人                       | Khmu                   | 归为布朗族                                                                       | 约3千人                                                                    | 南亚语系克木语支克木语                                               | 云南省西双版纳傣族自治州景洪市、勐腊县 | 在东南亚各国为独立民族。 |
| 康家人                       | Kangjia                | 歸為回族                                                                         | 约3千人                                                                    | 蒙古语系东蒙古语支康家语                                             | 青海省黄南藏族自治州尖扎县 | 康家人的语言间于保安语和东乡语之间，生活方式混雜了回族、土族，因此康家人認為自己是一獨立民族。 |
| 布央人                       | Buyang                 | 广西归为瑤族，云南归为壮族                                                       | 约3千人                                                                    | 壮侗语系仡央語支布央语、巴哈语                                       | 云南省文山壮族苗族自治州富宁县、文山县、广南县，昆明市宜良县；广西壮族自治区百色市那坡县                                                                                     | 布央人与仡佬族一起构成了仡央语群的两个分支，但由于人口太少直到民族识别工作结束之后才被发现，此时已经被各省分别草草地归为了壮族和瑶族。在越南，同样也因为人数太少而长期被当作侬族（中国归为壮族）的一支。 |
| 炯奈人（花篮瑶）             | Kiongnai               | 归为瑶族                                                                         | 约2千人                                                                    | 苗瑶语系苗语支炯奈语                                                 | 广西壮族自治区来宾市金秀瑶族自治县 | 炯奈人的语言最接近畲语，但被归为瑶族。 |
| 克里雅人                     |                        | 維吾爾族                                                                         | 约2千人                                                                    | 突厥语系葛逻禄语支维吾尔语                                           | 新疆维吾尔自治区塔克拉玛干沙漠一带 | 克里雅人據說是西藏阿里古格王朝的後裔，另有一說是離群索居在這裡的沙漠土著民族，至今依然保留著古樸純厚的民俗文化和較原始的生活方式。他們多數幾代同堂住在一起，家裡的老人是最受尊重的長輩，族人很少跟外人通婚，被稱為“沙漠中的原始部落”。 |
| 富裕柯尔克孜人               | Wuyur Girgis           | 归为柯尔克孜族                                                                   | 约2千人                                                                    | 突厥语系西伯利亚语支富裕柯尔克孜语                                   | 黑龙江省富裕县友谊达斡尔族满族柯尔克孜族乡五家子柯尔克孜族村、富裕牧场七家子村                                                                                               | 官方定为柯尔克孜族，实际上是哈卡斯人。使用富裕柯尔克孜语（哈卡斯语的一种变体）和蒙古语卫拉特方言。信奉萨满教或藏传佛教。 |
| 旭米人                       | Xumi                   | 归为藏族                                                                         | 约2千人                                                                    | 汉藏语系藏缅语族羌语群纳语支史兴语                                   | 四川省凉山彝族自治州木里藏族自治县 | 因为信奉藏传佛教而被归入藏族的羌系部族。 |
| 拉基人                       | Laji                   | 归为彝族                                                                         | 约2千人                                                                    | 壮侗语系仡央語支拉基语                                               | 云南省文山壮族苗族自治州马关县 | 越南政府把拉基人划分成单独的民族；拉基语最接近仡佬语。 |
| 僜人                         | Deng                   | 未识别民族                                                                       | 1千多人                                                                    | 汉藏语系藏缅语族                                                     | 西藏自治区南部近麦克马洪线边界附近 | 因其主要仍处在原始部落形态，而成为藏区最受歧视的族群。实际上与珞巴族一样为喜马拉雅山东南麓多个相差很远的不同的语言部落的统称，与珞巴族的区别在于其社会形态、在藏区的社会地位，而非部族间实际的亲疏远近。民族识别时期因遭到藏族保守派强烈反对给与其與藏族平起平坐的少数民族地位，又与珞巴族一样绝大部分人口位于印控地区而被搁置识别，后来他们积极向中国政府申请重新识别，成为独立民族，但因为中国结束民族识别工作以及人数过少而一直被擱置。 |
| 补过人                       |                        | 哈尼族                                                                           | 约900人                                                                    | 汉藏语系藏缅语族缅彝语群彝语支傣化的哈尼语                           | 西双版纳傣族自治州勐腊县 | 傣化哈尼族。 |
| 莽人                         | Mang                   | 归为布朗族                                                                       | 约800人                                                                    | 南亚语系莽语支莽语                                                   | 云南省红河哈尼族彝族自治州金平县 | 在越南为独立民族。 |
| 勐阿八甲人                   | Bajia                  | 傣族                                                                             | 约800人                                                                    | 壮侗语系壮泰语支傣仂语                                               | 分佈在云南省西双版纳傣族自治州勐海县勐阿镇 | 与勐混八甲人他称一致，但并无内在联系。勐混八甲人保留了其布兴语自称，因而又被称为老挝布朗，最终加入了布朗族；勐阿八甲人则加入了更为接近的傣族。 |
| 托茂人                       |                        | 归为回族                                                                         | 约500人                                                                    | 蒙古语系通用蒙古语支混合阿拉伯语和波斯语词汇的蒙古语托茂语           | 青海省海北藏族自治州海晏县、祁连县 | 蒙古穆斯林的一支。 |
| 阿尔巴津人                   | Albazinian             | 北京、天津归为满族，黑龙江归为汉族或俄罗斯族                                     | 约500人                                                                    | 通用汉语，少数人会俄罗斯语、教会斯拉夫语、满语                       | 散居于东部、东北地区 | 斯拉夫人、满人、汉人等民族的混血儿。信奉东正教。现已使用汉语。主要居住在北京、哈尔滨、呼伦贝尔、上海、天津、武汉、锦州等地。 |
| 羿人                         | Gau                    | 大部份申报为漢族，少数恢复为仡佬族                                               | 约500人                                                                    | 壮侗语系仡央语支汉化仡佬语羿语（已灭绝）                             | 貴州省畢節市七星关区普宜镇、阴底彝族苗族白族乡，四川省泸州市古藺县的蠟盤溝等地                                                                                               | 上世纪80年代末最后一位羿语使用者去世，此前抢救性研究保存了数百个羿语单词。自称为汉父仡佬母的族群，被当地彝族称为“汉仡佬”。 |
| 普标人                       | Pubiao                 | 归为彝族                                                                         | 约300人                                                                    | 壮侗语系仡央語支普标语                                               | 云南省文山壮族苗族自治州麻栗坡县 | 越南政府把普标人划分成单独的民族，普标语和布央语比较接近。 |
| 达曼人                       | Daman                  | 藏族                                                                             | 约200人                                                                    | 汉藏语系藏缅语族藏-喜马拉雅语群藏语支卫藏方言                        | 西藏自治区日喀则市吉隆县 | 18世纪末从尼泊尔迁徙到吉隆镇一带的廓尔喀人后裔。直到2003年经国务院批准，才正式获得中国国籍，因其生活方式、语言等各方面均以藏化而被归为藏族。 |
| 翁阔人                       | Ongkor                 | 鄂溫克族                                                                         | 20人                                                                       | 满-通古斯语族北通古斯语支鄂温克语                                    | 新疆维吾尔自治区伊犁哈萨克自治州伊宁县 | 为1763年从东北派往新疆的鄂温克索伦部，据1945年新疆人口调查，尚有2506人，后与新疆的达斡尔、锡伯等民族通婚，至1993年仅剩20人，现可能已经消失。 |
| 土生犹太人                   | Jewish                 | 大部分归为汉族，一部份被劃為回族或未识别民族                                     | 不详                                                                       | 通用汉语                                                             | 散居于中国大陆各处 | 尤其是在黑龙江省和与俄罗斯犹太自治州连接的中俄边境附近。 |